# ネイト・ピアーソン
- ネイト・ピアソン

ネイサン・アレクサンダー・ピアーソン（Nathan Alexander Pearson, 1996年8月20日 - ）は、 アメリカ合衆国フロリダ州パスコ郡オデッサ出身のプロ野球選手（投手）。右投右打。MLBのシカゴ・カブス所属。愛称はビッグ・ネイト（Big Nate）。
メディアによっては「ピアソン」と表記されることもある。

## 経歴

### プロ入りとブルージェイズ時代
2017年のMLBドラフト1巡目追補（全体28位）でトロント・ブルージェイズから指名され、プロ入り。契約後、傘下のルーキー級ガルフ・コーストリーグ・ブルージェイズでプロデビュー。A-級バンクーバー・カナディアンズでもプレーし、2球団合計で8試合に先発登板して防御率0.80、26奪三振を記録した。
2018年にMLB.comが発表したプロスペクトランキングでは、ブルージェイズの組織内で4位にランクインした。シーズンでは右腕の故障の影響もあり、A+級ダニーデン・ブルージェイズで1試合のみの登板にとどまった。オフにはアリゾナ・フォールリーグに参加し、サプライズ・サグアロスに所属した。
2019年はA+級ダニーデン、AA級ニューハンプシャー・フィッシャーキャッツ、AAA級バッファロー・バイソンズでプレーし、3球団合計で25試合に先発登板して5勝4敗、防御率2.30、119奪三振を記録した。また、7月にはオールスター・フューチャーズゲームのアメリカンリーグ選抜に選出された。
2020年7月29日にメジャー契約を結んでアクティブ・ロースター入りし、同日のワシントン・ナショナルズ戦にて先発でメジャーデビュー（5回無失点も勝敗付かず）。
2021年は開幕を故障者リストで迎えた。5月3日にAAA級バッファローに配属された。5月4日のMiLB開幕戦で開幕投手を務めた。5月9日にMLBに昇格し、同日のアストロズ戦で先発登板し、MLBでのシーズン初登板を果たした。試合後に投手コーチのピート・ウォーカーと話し合い、AAA級バッファローで再調節することになり、5月11日にオプションでAAA級バッファローに降格したが、肩の問題で予定していた登板を回避した。
2022年は伝染性単核球症の影響でメジャーでの出場は無かった。オフには翌年から中継ぎに配置転換されることを見越して、ドミニカ共和国のウィンターリーグであるリーガ・デ・ベイスボル・プロフェシオナル・デ・ラ・レプブリカ・ドミニカーナ（LIDOM）に参加し、ティグレス・デル・リセイでプレーした。12イニングを無失点に抑え、16奪三振を記録した。
2023年は4月25日のシカゴ・ホワイトソックス戦で2年ぶりにメジャーに復帰登板を果たすと、7月6日のホワイトソックスとのダブルヘッダー第2戦ではメジャー初セーブを挙げた。
2024年シーズン、7月25日までに41試合に登板し、防御率5.63という成績であった。

### カブス時代
2024年7月27日にジョシュ・リベラ、ヨヘンドリック・ピナンゴとのトレードでシカゴ・カブスへ移籍した。
9月4日のピッツバーグ・パイレーツ戦では7回を無安打無失点に抑えた今永昇太の後を受け、1回を無安打無失点に抑えた。後続のポーター・ホッジも1回無安打無失点に抑え、球団史上2度目となる継投によるノーヒットノーランを達成した。

## 選手としての特徴
最速101.8mph（約163.8km/h）を誇る右腕で、速球は即MLBで通用する代物だが、変化球の精度が鍵と言われている。憧れの人物にクリス・アーチャーを挙げている。

## 詳細情報

### 年度別投手成績
| 年 度    | 球 団    | 登 板 | 先 発 | 完 投 | 完 封 | 無 四 球 | 勝 利 | 敗 戦 | セ 丨 ブ | ホ 丨 ル ド | 勝 率 | 打 者 | 投 球 回 | 被 安 打 | 被 本 塁 打 | 与 四 球 | 敬 遠 | 与 死 球 | 奪 三 振 | 暴 投 | ボ 丨 ク | 失 点 | 自 責 点 | 防 御 率 | W H I P |
| -------- | -------- | ----- | ----- | ----- | ----- | -------- | ----- | ----- | -------- | ----------- | ----- | ----- | -------- | -------- | ----------- | -------- | ----- | -------- | -------- | ----- | -------- | ----- | -------- | -------- | ------- |
| 2020     | TOR      | 5     | 4     | 0     | 0     | 0        | 1     | 0     | 0        | 0           | 1.000 | 81    | 18.0     | 14       | 5           | 13       | 0     | 0        | 16       | 1     | 0        | 15    | 12       | 6.00     | 1.50    |
| 2021     | TOR      | 12    | 1     | 0     | 0     | 0        | 1     | 1     | 0        | 0           | .500  | 71    | 15.0     | 14       | 2           | 12       | 1     | 0        | 20       | 5     | 0        | 8     | 7        | 4.20     | 1.73    |
| 2023     | TOR      | 35    | 0     | 0     | 0     | 0        | 5     | 2     | 1        | 3           | .714  | 182   | 42.2     | 36       | 7           | 18       | 2     | 3        | 43       | 5     | 0        | 25    | 23       | 4.85     | 1.27    |
| 2024     | TOR      | 41    | 0     | 0     | 0     | 0        | 0     | 1     | 2        | 7           | .000  | 182   | 40.0     | 45       | 8           | 17       | 0     | 2        | 51       | 2     | 0        | 26    | 25       | 5.63     | 1.55    |
| 2024     | CHC      | 19    | 1     | 0     | 0     | 0        | 2     | 1     | 0        | 4           | .667  | 103   | 26.1     | 22       | 4           | 4        | 0     | 1        | 23       | 0     | 0        | 8     | 8        | 2.73     | 0.99    |
| '24計    | CHC      | 60    | 1     | 0     | 0     | 0        | 2     | 2     | 2        | 11          | .500  | 285   | 66.1     | 67       | 12          | 21       | 0     | 3        | 74       | 2     | 0        | 34    | 33       | 4.48     | 1.33    |
| MLB：4年 | MLB：4年 | 112   | 6     | 0     | 0     | 0        | 9     | 5     | 3        | 14          | .643  | 619   | 142.0    | 131      | 26          | 64       | 3     | 6        | 153      | 13    | 0        | 82    | 75       | 4.75     | 1.37    |

- 2024年度シーズン終了時

### 年度別守備成績
| 年 度 | 球 団 | 投手（P） | 投手（P） | 投手（P） | 投手（P） | 投手（P） | 投手（P） |
| 年 度 | 球 団 | 試 合     | 刺 殺     | 補 殺     | 失 策     | 併 殺     | 守 備 率  |
| ----- | ----- | --------- | --------- | --------- | --------- | --------- | --------- |
| 2020  | TOR   | 5         | 1         | 1         | 0         | 0         | 1.000     |
| 2021  | TOR   | 12        | 0         | 0         | 0         | 0         | ----      |
| 2023  | TOR   | 35        | 1         | 3         | 0         | 0         | 1.000     |
| 2024  | TOR   | 41        | 1         | 0         | 0         | 0         | 1.000     |
| 2024  | CHC   | 19        | 0         | 0         | 0         | 0         | ----      |
| '24計 | CHC   | 60        | 1         | 0         | 0         | 0         | 1.000     |
| MLB   | MLB   | 112       | 3         | 4         | 0         | 0         | 1.000     |

- 2024年度シーズン終了時

### 記録
MiLB
- オールスター・フューチャーズゲーム選出：1回（2019年）

### 背番号
- 24（2020年 - 2024年7月25日）
- 56（2024年7月29日 - ）